# Rede Amazônica Parintins
Rede Amazônica Parintins é uma emissora de televisão brasileira sediada em Parintins, cidade do estado do Amazonas. Opera nos canais 7 VHF analógico e 15 UHF digital, e é afiliada à TV Globo. Pertence ao Grupo Rede Amazônica.

## História

### TV Parintins (1976-2015)
A estação foi inaugurada em 5 de setembro de 1976 pelo jornalista Phelippe Daou como TV Parintins, integrando a Rede Amazônica e sendo a primeira do interior do Amazonas. Na sua fundação, era afiliada à Rede Bandeirantes, assim como a TV Amazonas. Também a exemplo da emissora manauara, deixou a Bandeirantes em 1986 para se afiliar à Rede Globo.
No final dos anos 90, a TV Parintins deixou de produzir o bloco local do Jornal do Amazonas. A produção local da estação ficou restrita ao boletim informativo Repórter Parintins, que tinha de 2 a 3 minutos de duração. O jornalístico deixou de ser produzido em 2007, e a TV Parintins passou a retransmitir integralmente a TV Amazonas, gerando apenas intervalos comerciais.

### Rede Amazônica Parintins (2015-presente)
Em 3 de janeiro de 2015, a emissora abandonou a nomenclatura TV Parintins, passando a ser chamada de Rede Amazônica Parintins. Na tarde de 13 de junho de 2018, uma descarga elétrica decorrente de um temporal danificou equipamentos de transmissão e retirou a estação do ar. A Rede Amazônica Parintins só voltou ao ar na noite do dia seguinte, após a chegada de técnicos de Manaus.
Em 7 de agosto de 2018 dois meses após o investimento em telejornalismo local na Rede Amazônica Itacoatiara, a Rede Amazônica Parintins voltou a ter um bloco local do Jornal do Amazonas 2ª Edição. O bloco continuou sendo exibido até julho de 2019. Em 2020, a emissora passou a exibir um bloco regional focado nas regiões do Médio e Baixo Amazonas, gerado em Manaus, e também exibido pela Rede Amazônica Itacoatiara.

## Sinal digital
| Canal virtual | Canal digital | Resolução de tela | Programação                                               |
| ------------- | ------------- | ----------------- | --------------------------------------------------------- |
| 7.1           | 15 UHF        | 1080i             | Programação principal da Rede Amazônica Parintins / Globo |

A Rede Amazônica Parintins iniciou as operações em sinal digital em 15 de junho de 2015.

## Programas
Além de retransmitir a programação nacional da TV Globo e estadual da Rede Amazônica Manaus, a Rede Amazônica Parintins exibe o seguinte programa:
- Jornal do Amazonas 2ª Edição: Telejornal, com Leandro Guedes;[nota 1]

Anteriormente, a emissora produziu boletins informativos do Repórter Parintins, exibidos nos intervalos da programação.